# Madalena (São Tomé)
Madalena é uma aldeia de São Tomé e Príncipe, localiza-se no distrito de Mé-Zóchi, ilha de São Tomé, próxima às localidades de Santa Margarida e Prado.

## Pessoas notavéis
- Filipe Santo, cantador[1]